# Otobong Nkanga
Otobong Nkanga (Kano, 1974) es una artista visual y artista de performance de Nigeria y residente en Amberes. Cultiva además la instalación, la fotografía, el dibujo y la escultura.
En 2015 ganó el Premio Yanghyun. En 2019 fue mención especial en la 58 edición de la Bienal de Arte de Venecia. 
Su trabajo denuncia la explotación de los recursos naturales y la ambición humana y explora los cambios sociales y topográficos de su entorno, observa sus complejidades inherentes y comprende cómo los recursos, como el suelo y la tierra, y sus valores potenciales, están sujetos a análisis regionales y culturales. 
Su trabajo ha sido presentado en muchas instituciones, como la Tate Modern, the KW Institute (Berlín), el Stedelijk Mus loeum y la bienal de Sharjah. También participó en la XX Bienal de Sídney.

## Biografía
Otobong Nkanga nació en Kano en Nigeria, en 1974. Empezó a estudiar arte en Obafemi Awolowo University y los finalizó en la Escuela de Bellas Artes de París. Ha sido artista residente en la Rijksakademievan Beeldende Kunsten, Ámsterdam. 
Su primera exposición personal, CLASSICISM & BEYOND, tuvo lugar en 2002 en la ONG, Project Row Houses en Houston. En 2007 a 2008, en respuesta al trabajo Baggage (1972 - 2007/2008) del artista estadounidense Allan Kaprow, Nkanga diseñó una performance para el Kunsthalle Bern. El trabajo inicial que se basó en cuestiones de movimiento de bienes de un punto del planeta a otro, Naylor introduce una dimensión postcolonial. Como lo demostró la artista en una entrevista, los conceptos de identidad y especificidades culturales están nuevamente en el centro de su gesto artístico de reapropiación. 
Además, en 2008, el proyecto Contained measures of Land fue utilizado como símbolo del territorio y de la competencia y el conflicto. Un año más tarde, durante su residencia en Pointe-Noire, en el Congo recolectó ocho colores diferentes de Tierra. Pointe-Noire fue colonizada por los portugueses y los franceses. El crítico de arte Philippe Pirotte escribió que Nkanga viene a crear un tipo de vehículo para la presentación y el transporte que no define el valor de uso en una era donde todos están obsesionados con la transformación de los recursos de herramientas naturales que sirven a la humanidad.
Su proyecto, Contained Measures of Tangible Memories que comenzó en 2010, durante su primer viaje a Marruecos, explora las prácticas de teñido. Esencialmente transforma objetos en circulación en objetos de arte.
En 2012, creó un dispositivo para una presentación, o más bien una instalación titulada Medidas contenidas de Kolanut con dos fotos, una de un árbol llamado Adekola y otra con dos niñas que imitan árboles. Nkanga explicando que el árbol Kola es importante para su cultura y es un símbolo de espiritualidad. Después sugirió comer una nuez marrón (Cola acuminata) o una crema (Cola nitida). Estos elementos existían para preparar una conversación. Este tipo de performance puede durar horas y requiere mucha concentración.
El mismo año, propuso una presentación para el programa "Politics of Representation" en el Tate en el que invitó a los visitantes a explorar los conceptos de identidad, percepción y memoria.

## Exposiciones
- 2010: Kunsthal Charlottenborg Copenhague. El sabor de una piedra. Ikǫ
- 2015: Biennale d'art contemporain de Lyon
- 2016: El encuentro que tomó parte de mí . Nottingham contemporáneo
- 2017: documenta 14, Atenas y Kassel

## Premios y reconocimientos
- 2019 Mención especial en la Bienal de Arte de Venecia.[11]